# Paranagia
Paranagia là một chi bướm đêm thuộc họ Erebidae.